# Surrealism?
Surrealism? var en vandringsutställning som visades på fyra orter i Sverige 1970. Det var en temautställning som tog avstamp i 1950-talets surrealismrörelse i Paris men visade surrealistisk konst från alla tidsåldrar. Den producerades av den svenska, statliga myndigheten Riksutställningar i samarbete med Moderna museet i Stockholm och Parissurrealisterna.

## Bakgrund
Den ursprungliga idén kom från konstnären Ragnar von Holten, som då var förste intendent vid Riksutställningar. Holtens kontakter med surrealiströrelsen i Paris på 1950-talet, bland annat möten med André Breton, gav honom inspiration till en utställning på temat surrealism med titeln Surrealism?
Tillfället till ett samarbete med surrealistgruppen i Paris uppstod 1968. Uppdraget att utforma utställningen Surrealism? gick till Ragnar von Holten och surrealistkritikern José Pierre i Paris. Konstverken lånades från större utländska samlare och gallerier, många hade aldrig tidigare visats i Sverige. Ett samarbete inleddes mellan arrangerande Riksutställningar och Moderna museet som fick stå som värd för, eller mottagare, av utställningen.
Ansvariga bakom Surrealism? påverkades också av den så kallade Majrevolten i Paris, när fackförbund och studenter protesterade mot rådande samhällssystem och ett franskt skolsystem som av vänsterradikala krafter ansågs föråldrat. Revolten skedde under inflytande av surrealistiska tankegångar, konstaterade Riksutställningar. Riksutställningar ville att utställningen skulle svara på frågan, därav frågetecknet i titeln, om vad riktningen hade inneburit historiskt och vad den fortfarande innebar på ett idémässigt plan.

## Tema
Utställningen ville ge exempel på surrealistisk konst från 1920-talet och framåt i urval. Grundtanken var att visa inriktningens ambition att påverka och förändra villkoren i samhället, liksom att förmedla vilken betydelse och aktualitet som de surrealistiska idéerna hade haft och skulle kunna tänkas få i framtiden. En historisk tillbakablick skildrade rörelsens betydelse och utveckling från dess start och framåt.

Så här berättade Ragnar von Holten om syftet med Surrealism? i utställningskatalogen:
Vi har velat göra en manifestation som är signifikativ för den surrealistiska tankens situation i dag. Alltså ställa frågan: ”Vad innebär surrealismen JUST NU och vad kan den komma att innebära I MORGON?” – och låta denna frågeställning samtidigt vidga hela det omstörtningsbegrepp som alltid utgjort surrealismens främsta mål. Men något utställningen överhuvudtaget aldrig ifrågasätter är det surrealistiska tänkesättets väsentliga närvaro i vår tid, dess oroande och revolutionära existens i vårt medvetande.
I utställningen ingick verk av konstnärer som fungerat som förebilder för surrealismen, bland andra konstnärerna Giuseppe Arcimboldo, Henry Fuseli, Gustave Moreau och Edvard Munch. Den efterföljande surrealistiska strömningen representerades av Salvador Dalí, Joan Miró, Tanguay, Max Ernst, Giorgio de Chirico, René Magritte, Alberto Giacometti, Jean Arp, Francis Picabia, Hans Bellmer, Enrico Baj, Konrad Klapchek, Roberto Matta, Jean-Claude Silbermann, Télémaque, med flera. Även den tidiga tjeckiska surrealismen, som till exempel Toyen och Jindřich Štyrský, fanns representerad, liksom svensk surrealism i form av Stellan Mörner och Max Walter Svanberg.

## Produktion
Utformningen av Surrealism? skulle anknyta till surrealismens förhållande till spel och lek. Utställningen bestod av elva rum i form av fristående kuber, där varje kub fick en bokstav – plus ett frågetecken – i utställningens titel. Kubstorleken var 265 kubikmeter och ytan täckt av omålad aluminium.
Inuti kuberna grupperades de olika konstverken efter ämnen eller idéer. Titlarna på verken fanns att läsa vid ingången till kuberna.
Affischerna för Surrealism? tillverkades i vakuumpressad, tredimensionell, plast av konstnären Erling Ericson i samarbete med Ragnar von Holten. Motivet föreställde ett gult paraply mot en blå himmel med vita moln och händer som gör svarta skuggfigurer mot himlen. Affischen blev sedan en gjuten skulptur, skapad av den surrealistiske konstnären Joan Miró.

Boken Kultur i rörelse – en historia om Riksutställningar och kulturpolitiken berättar om intrycket av affischerna på premiärdagen:
En kall vinterdag, den 7 mars 1970, hade utställningen premiär på Moderna museet i Stockholm. I lyktstolparna längs utmed Strandvägen hängde formpressade, tredimensionella affischer. Snön föll den dagen och besökare som var på väg till museet kunde se att affischerna hade fått en mössa av snö på sig...
Utställningskatalogen utformades som en antologi över surrealistisk poesi och prosa med avbildningar av samtliga utställda verk och kostade tio svenska kronor. Katalogen fanns också översatt till franska i en enklare, stencilerad form. Utställningsaffischen formgavs av Erling Ericson och Ragnar von Holten.

### Produktionsteamet
- Producent: Ragnar von Holten.
- Arbetskommittén: Ragnar von Holten, J. Pierre, Jean-Claude Silbermann, Hervé Télémaque, K.G. Pontus Hultén.
- Form: Sören Karlsson.
- Tekniker: Leif Andersson, Sven Beckman, Conny Bohman, Evert Mellqvist.
- Foto: Olof Wallgren.
- Affischarbete: Erling Ericson, Ragnar von Holten.
- Samarbetspartners: Riksutställningar, Moderna museet i Stockholm, Parissurrealisterna.[9]

## Utställda verk
Totalt visades 111 verk, bland annat följande:
- Maskin-kollage, 1920-talet/Machine (kollage 26,5x18,5 cm), Gösta Adrian-Nilsson
- Bibliotekarien/Le bibliothécaire (olja 97x71 cm), Giuseppe Arcimboldo
- Huvud, mustasch, 1927/Tête moustache (målad trärelief 93x80 cm), Jean Arp
- Ultrakropp i Schweiz, 1959/Ultracorps en Suisse (kollage på oljemålning 120x70 cm), Enrico Baj
- Kvinnans oändliga möjligheter, 1967/De l'infini chez la femme (kinesiskt objekt, kautschuk, höjd 225 cm – med motor), Eugenio Barbieri
- Pepparmintstornet gläder glupska småflickor, cirka 1942/Tour menthe poivrée à la louange des petites filles goulues (olja 97x89 cm), Hans Bellmer
- Steril hand, 1960/La main stérile (olja 116x81 cm), Guido Biasi
- Fjärilskomplimang, 1961/Papillon-Compliment (objekt, formerade färgpennor, 12,5x11,5 cm), André Breton
- Historien är inte slut än, 1957/L'Histoire n'est pas encore finit (svärtat trä, höjd 300 cm), Augustin Cardenas
- Barnets hjärna, 1914/Le cerveau de l'enfant (olja 80x63 cm), Giorgio de Chirico
- Oidipus kammare, 1969/La chambre d'Oedipe (objekt 132x37 cm), Phillipe Collage
- Underbar tavla 9 – 1939/Table merveilleux 9 – 1939 (olja 30x46,5 cm), Joseph Crépin
- Abstrakt/Abstrait, 1930-tal (tusch 40x30 cm), Folke Dahlberg
- Dödens ryttare, 1933/Chevalier de la mort (tusch 52x37 cm), Salvador Dali
- Pärlbåtarnas fest, 1963/Au festin des nautiles (olja 91x64 cm), Adrien Dax
- Den ena i den andra/L'un dans l'autre (pastell 74x45,5 cm), Gabriel der Kevorkian
- Elektro-sexuell symaskin, 1935/La machine à coudre électrosexuelle (olja 100x81 cm), Oscar Dominguez
- Dansös/Danseuse (objekt, höjd 23 cm), Christian d'Orgeix
- Kvinnligt fikonlöv, 1951/Feuille de vigne fémelle (brons, höjd 12 cm), Marcel Duchamp
- Poetens rätta födelse, 1795/La vrai naissance (laverad pennteckning 33x22 cm), Carl August Ehrensvärd
- Målning 12.1 1965/Peinture (olja 40,5x76,5 cm), Thea Ekström
- 100 000 duvor, 1926/Au100000 colombes (olja 81x100 cm), Max Ernst
- Dr Livingstone, förmodar jag I, 1960/Dr. Livingstone, I presume, I (tusch och kollage 40x39 cm), Öyvind Fahlström
- Terapi/Thérapeutique (olja 65,5x52,5 cm), Pierre Fau
- Sex-Paralysappeal, 1936 (objekt, replik), Wilhelm Freddie
- Oidentifierad scen/Scène non identifé (olja 66,8x76,8 cm), Johann Heinrich Füssli
- Okända fjärilars åtrå, 1969-70/Désirs des papillons inconnus (olja 200x180 cm), Theo Gerber
- Det osynliga föremålet (med fågel), 1935/L'objet invisible (avec oiseau) (brons, höjd 153 cm), Alberto Giacometti
- Psykedelisk komposition/Composition psychedélique (akvarell 21x27 cm), Jim Gore
- Atlantiderna begråter sina förlorade påskar, 1932/Les atlantides pleurent leurs pâques perdus (brons, höjd 125 cm), Eric Grate

## Turné
Utställningen hade premiär lördagen 7 mars 1970 på Moderna museet i Stockholm. Därefter visades den i Göteborgs konsthall och Sundsvalls museum och Malmö museum fram till slutet av juni. Utställningen avbröts eftersom ägarna till konstverken inte ville låna ut dem längre än ett halvår. Mottagarna av utställningen betalade 4 000 kronor till Riksutställningar för att få visa Surrealism?
- Moderna museet, Stockholm: 7 mars–12 april
- Göteborgs konsthall: 18 april–10 maj
- Sundsvalls museum: 16 maj–7 juni
- Malmö museum: 14 juni–30 juni

## Reaktioner
I svensk press var Göteborgs-Postens skribent skeptisk till att utställningen hade ”stängts in” i kuber.
Varför, frågar, jag, fläker man inte upp surrealismen och kastar ljus i dess skrymslen, i stället för att göra den ännu mer kryptisk?
Längre ner i texten:
Arrangörerna vill tro och hävda att surrealismen är något levande och aktivt, som det inte går att dissekera. Men jag tycker ändå, trots alla förklaringar, att utställningen verkar som ett patetiskt försök att köra med gamla 20-talsbilar i den moderna storstadstrafiken; och hoppas att de skall vara tillförlitliga.
”Trots de ambitiösa arrangemangen”, enligt Dagens Nyheter, var inte heller den tidningens recensent helt nöjd – och syftade på arrangemanget där konstverken placerats i de elva kuberna under rubriker.
En ofrånkomlig svaghet hos utställningen blir att konstverken genom att inordnas under dessa rubriker påtvingas ett innehåll som ofta verkar godtyckligt valt. /.../ Med undantag för den box, ”Hettans väggar”, som chilienen Matta målat invändigt finns det ingen som inte innehåller något konstverk som inte skulle kunna bytas ut mot något i ett annat kabinett. Sålunda framstår arrangemangets svaghet tydligt nog genom att på en gång vara auktoritärt och oklart.
Tidningen Expressen konstaterade att surrealismen på 1970-talet i många fall har tappat sin provocerade ton och blivit folkkär. Surrealism? roar mer än den oroar: 
Det är helt enkelt så: surrealismen är rolig. Man har inte en tråkig stund när man går runt på denna utställning och kikar in i boxarna. Där finns dessutom en hel del storartade saker. Riksutställningar kommer att få stor glädje av denna vandringsutställning.
En betraktelse kom också från Svenska Dagbladet och Beate Sydhoff under rubriken ”Surrealism – till vad”, 1970-03-07:
Surrealismens syfte var från början att skapa en ”sinnets revolution”, att lösa banden till det undermedvetna och frigöra alla sinnen som bundits av regler och konventioner. Ytterst kom detta att resultera i en samhällskritisk attityd, som återfinns i de sentenser som majrevolutionen lämnade efter sig i Paris för två vårar sedan, ”då kändes det”, säger Ragnar von Holten i katalogens förord, ”som om surrealismen nu hade uppnått sin fulla revolutionära dignitet” och därmed skulle produktionen av dikter och konstverk hädanefter vara överflödig./.../Den surrealistiska tanken är idag viktigare än den surrealistiska termen.

## Ekonomi
Surrealism? var försäkrad till ett värde av 4 730 198 kronor i dåtidens penningvärde. Den planerade kostnaden för utställningen var 100 000 kronor, men den slutliga kostnaden beräknades till cirka 85 000 kronor. Ytterst få skador förekom och försäkringskostnaderna överskred inte 3 000 kronor.